# ダイト工業
ダイト工業株式会社（だいとこうぎょう、英称：Daito Industry Co.,Ltd.）は、大阪府大阪市西淀川区百島に本社を置く日本の鉄鋼二次メーカーである。1949年（昭和24年）設立。淀川製鋼所の協力会社。日本鉄鋼連盟 会員。

## 会社概要
ダイト工業は1949年（昭和24年）3月7日、澤田荒祐が終戦まで経営していた東海鉄鋼所の跡地に
大阪トタン株式会社の名称のもとに、亜鉛鉄板の生産を目的として設立された。
その後、1959年（昭和34年）には製品がまだ一般化していなかった着色亜鉛鉄板の生産を開始して
メッキ専業より脱し、続いて1964年（昭和39年）には着色亜鉛鉄板の成型加工に取組み「スパンドレル」の生産を開始、さらに同年末には｢プリント鋼板｣の開発に成功した。
1985年（昭和60年）1月、旧成型工場にホットプレスその他付属設備（ベンダー、シャー等）を設置し｢断熱サンドイッチパネル｣の生産を開始した。

## 主な製造品目
- 塗装印刷製品： プリント鋼板/カラー鋼板
- 成型加工製品： スパンドレル/横葺屋根/各種加工品
- 断熱パネル製品： 定尺壁材/間仕切り材

## 沿革
- 1949年（昭和24年） - 大阪トタン株式会社設立。
- 1985年（昭和60年） - ダイト工業株式会社に商号変更する。